# Malakosaria dentata
Malakosaria dentata är en mossdjursart som först beskrevs av William MacGillivray 1885.  Malakosaria dentata ingår i släktet Malakosaria och familjen Calwelliidae. Inga underarter finns listade i Catalogue of Life.